# Mulugeta Yeggazu
Ras Mulugeta Yeggazu, noto anche come Mulughieta o Mulughietà (... – Amba Aradam, 27 febbraio 1936), è stato un ras dell'Etiopia nel XX secolo.
Fu più volte governatore di varie province etiopiche, fu dignitario di Menelik II e ricoprì negli anni diversi incarichi ministeriali.
Ricoprì la carica di ministro della guerra durante il regno del negus Hailé Selassié.

## Guerra d'Etiopia
Durante la guerra italo-etiope, Mulughietà guidò un'armata (la più imponente del fronte nord) nella regione dell'Endertà e venne sconfitto in una celebre battaglia contro le divisioni italiane dirette dal maresciallo Pietro Badoglio, il 19 febbraio 1936, dopo giorni di bombardamenti.
Morì il 27 dello stesso mese, durante la ritirata, ucciso dai guerriglieri Azebo Galla mentre vegliava il figlio, che era stato ucciso poco prima dagli stessi.